# Jack l'Esbudellador

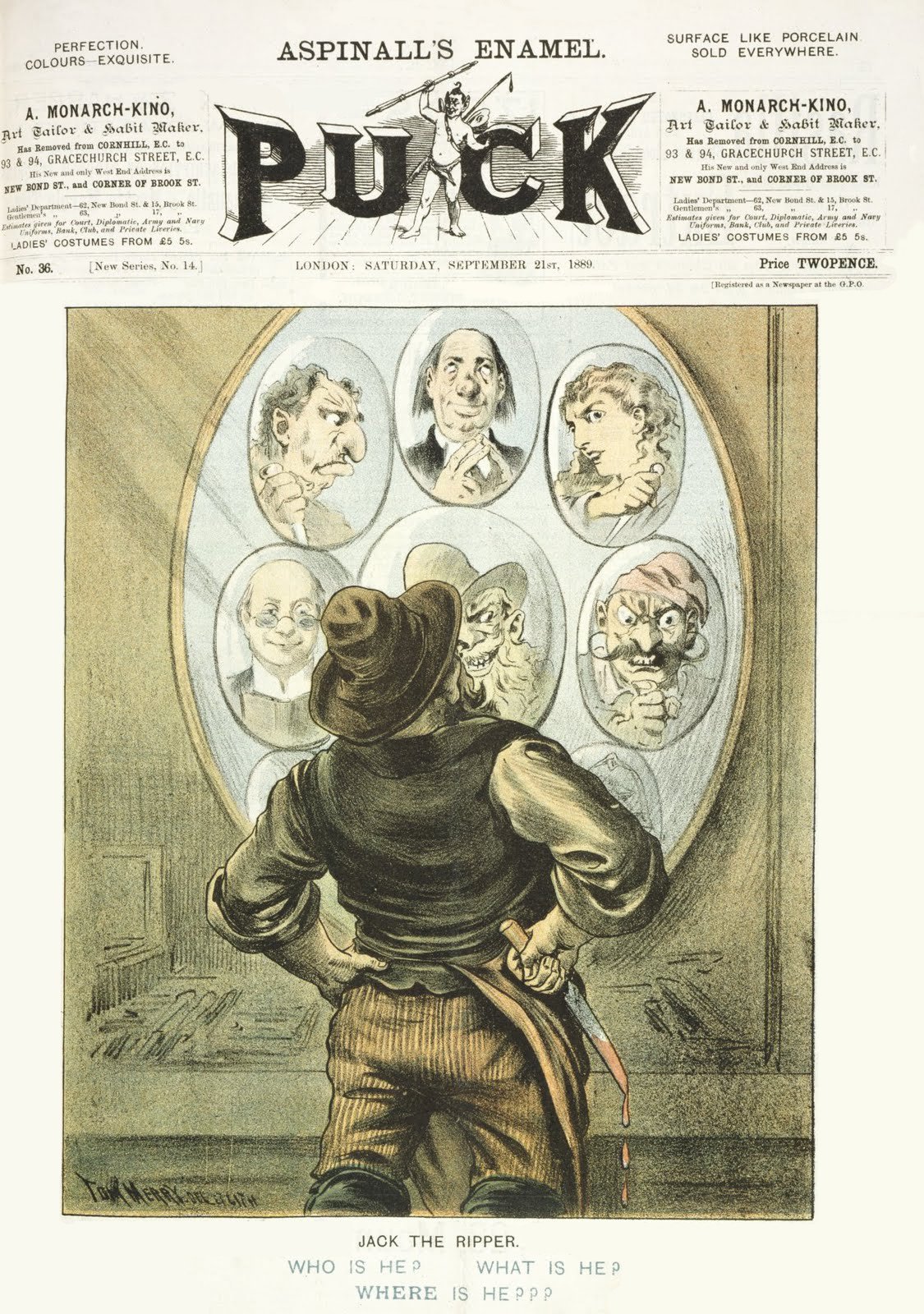
Portada del número del 21 de la revista estatunidenca d'humor Puck (setembre de 1889) que mostra una caricatura del misteriós assassí Jack l'esbudellador feta per Tom Merry.

Jack l'Esbudellador (de l'anglès Jack the Ripper) és el pseudònim atorgat a l'autor dels assassinats de cinc prostitutes del barri pobre londinenc de Whitechapel entre l'agost i el novembre de 1888.
La rellevància donada al cas rau en el fet que els crims mai es van solucionar, que l'assassí compti amb un nom fictici i que el cas podria tenir certa transcendència històrica (fins i tot podria esquitxar la monarquia anglesa de l'època). És per això que el cas de Jack the Ripper se sol considerar part de la cultura popular britànica. El temps dels assassinats coincidí amb l'expansionisme de la premsa, que va estendre la notícia fent-ne notar el salvatgisme dels actes i augmentant-ne l'expectació.
Es pot trobar nombrosa bibliografia al respecte, ja que molts investigadors (anomenats ripperologists) han seguit la pista del Jack: existeixen diverses teories i suposicions i molts indicis que ajuden a seguir un camí, però mai no s'ha descobert la identitat de l'assassí, si es tractava d'un complot o quines raons tenia (o tenien).

## Antecedents

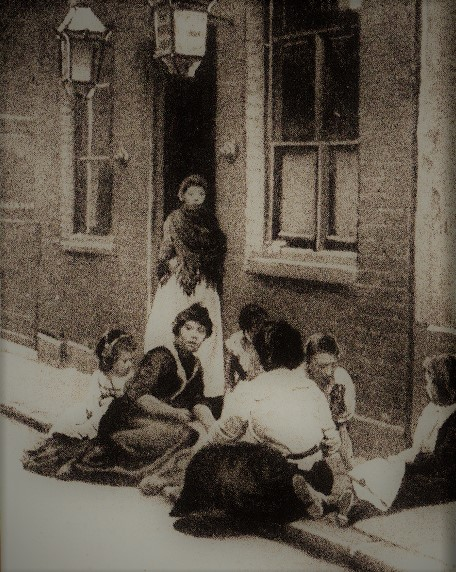
Dones i nens es reuneixen davant d'una de les cases d'allotjament comuns de Whitechapel a prop d'on Jack l'Esbudellador va assassinar dues de les seves víctimes

A mitjans del segle xix, Gran Bretanya va experimentar una afluència d’immigrants irlandesos que van augmentar les poblacions de les principals ciutats, inclosa l'East End de Londres. A partir de 1882, els refugiats jueus que fugien dels pogroms a la Rússia tsarista i altres zones de l'Europa de l'Est van emigrar a la mateixa zona. La parròquia de Whitechapel a l'East End de Londres es va amuntegar cada cop més, amb la població augmentant fins a aproximadament 80.000 habitants el 1888. Les condicions laborals i d'habitatge van empitjorar i es va desenvolupar una subclasse econòmica important. El cinquanta-cinc per cent dels nens nascuts a l'East End van morir abans dels cinc anys. El robatori, la violència i la dependència de l'alcohol eren habituals, i la pobresa endèmica va portar moltes dones a la prostitució per sobreviure diàriament.
L'octubre de 1888, el Servei de Policia Metropolitana de Londres va estimar que hi havia 62 prostíbuls i 1.200 dones que treballaven com a prostitutes a Whitechapel, amb aproximadament 8.500 persones que resideixen als 233 allotjaments comuns de Whitechapel cada nit, amb el preu nocturn, perquè un llit individual és de quatre penics i el cost de dormir amb una corda de "ressaca" estirada pel dormitori és de dos penics per persona.
Els problemes econòmics de Whitechapel van anar acompanyats d'un augment constant de les tensions socials. Entre 1886 i 1889, freqüents manifestacions van provocar la intervenció policial i els disturbis públics, com el Bloody Sunday (1887). L'antisemitisme, el crim, el nativisme, el racisme, les pertorbacions socials i les privacions greus van influir en la percepció pública que Whitechapel era un notori cau d’immoralitat. Aquestes percepcions es van reforçar a la tardor de 1888 quan la sèrie d'assassinats cruels i grotescos atribuïts a "Jack l'Esbudellador" va rebre una cobertura sense precedents als mitjans de comunicació.

## Les víctimes

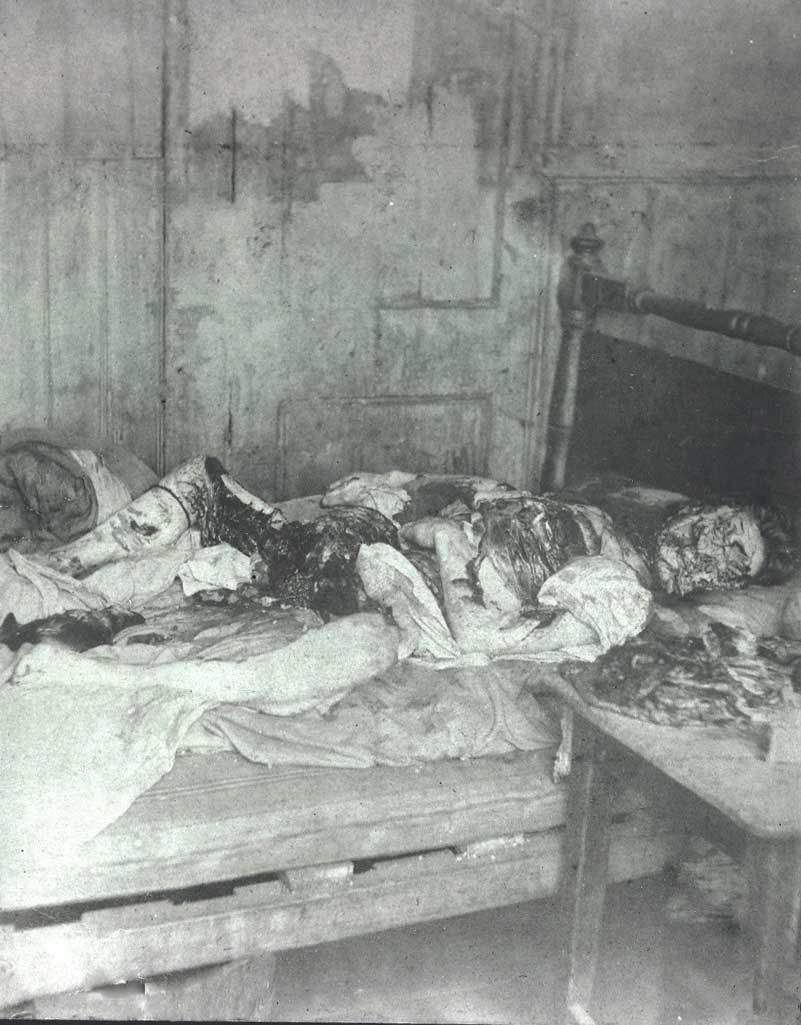
Fotografia de la policia de l'escena del crim de Mary Jane Kelly

Les cinc víctimes de Jack l'Esbudellador eren dones prostitutes o que freqüentaven la prostitució als carrers per a poder subsistir. Tot i que alguns estudiosos hi inclouen assassinats contemporanis, la majoria coincideixen en el fet que les víctimes de Jack van ser aquestes cinc dones:
- Mary Ann Nichols, assassinada el divendres 31 d'agost de 1888.
- Annie Chapman, assassinada el dissabte 8 de setembre de 1888.
- Elizabeth Stride, assassinada el diumenge 30 de setembre de 1888.[13]
- Catherine Eddowes, assassinada la mateixa nit que Stride.[13]
- Mary Jane Kelly, assassinada el divendres 9 de novembre de 1888.

La gola de cada víctima va ser tallada d'esquerra a dreta (suggereix que l'assassí era dretà) per a després realitzar una mutilació abdominal, tot i que en algun dels cinc casos els esquarteraments van ser molt més extensos, incloent-hi extraccions d'òrgans, etc. La naturalesa de les ferides implica que l'assassí havia de tenir coneixements d'anatomia: per això, s'ha proposat la idea que Jack era un metge, un cirurgià o potser un carnisser.
Els quatre primers assassinats es van cometre en llocs públics o gairebé públics, on les prostitutes executaven el seu servei, com carrerons o patis de darrere. El darrer s'esdevingué a l'habitació de Kelly, com mostra la fotografia.

## Les cartes

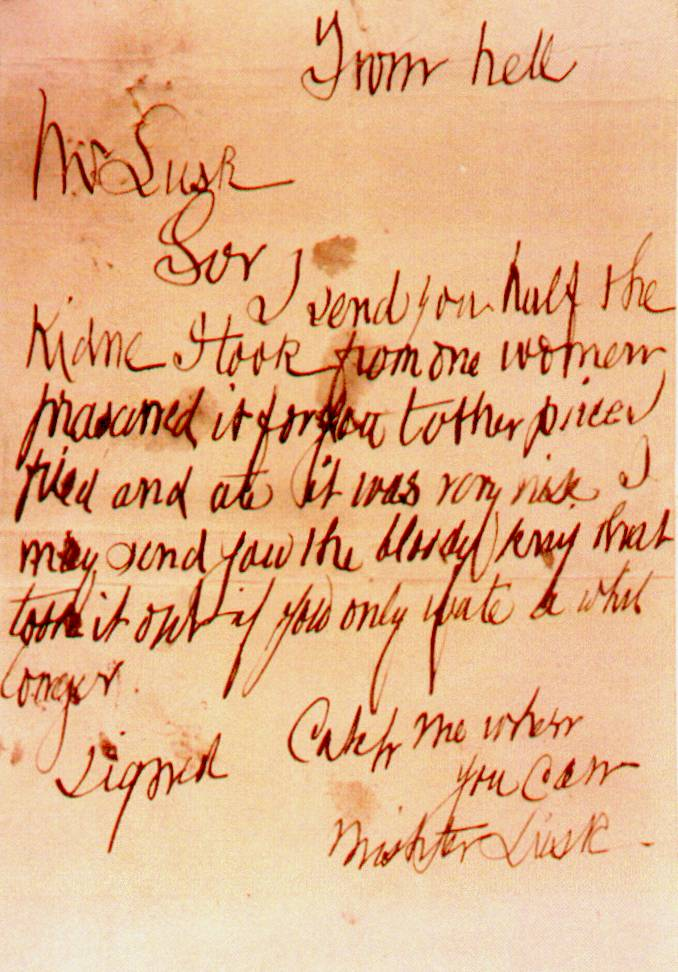
La carta amb l'encapçalament «Des de l'infern» (16 d'octubre de 1888)

El 25 de setembre de 1888 l'agència estatal de notícies va rebre una carta escrita amb tinta vermella que deia el següent:
«Estimat cap,
ja fa dies que sento que la policia m'ha capturat, però en realitat encara no m'han trobat. No suporto a cert tipus de dones i no deixaré d'esbudellar-les fins que hagi acabat amb elles. El darrer és un magnífic treball, la dama en qüestió no va tenir temps ni de cridar. M'agrada la meva feina i estic ansiós de recomençar, aviat tindrà notícies meves i del meu divertidíssim joc... Signat: Jack l'Esbudellador.»
Fou a partir d'aquesta carta que es començà a usar el sobrenom de Jack. S'especula que la carta va ser enviada per la premsa per tal de disposar d'un «nom» d'assassí i vendre més diaris, a més de remenar més la perdiu. De fet la policia i les agències de premsa van rebre dotzenes de cartes, però només una es va atribuir a l'assassí. Deia així:
«Des de l'infern,
Senyor Lusk; li adjunto la meitat d'un ronyó que vaig prendre d'una dona i que he guardat per a vosté. L'altra part la vaig fregir i me la vaig menjar, era molt bona. Li puc enviar el ganivet ensangonat si s'espera un xic. Signat: atrapi'm quan pugui senyor Lusk.»
La carta fa referència a George Lusk, president del comité de Vigilància de Whitechapel. Frederick George Abberline, inspector de la Policia Metropolitana de Londres, va ser la principal figura de la policia que va investigar i perseguir Jack l'Esbudellador.

## L'assassí

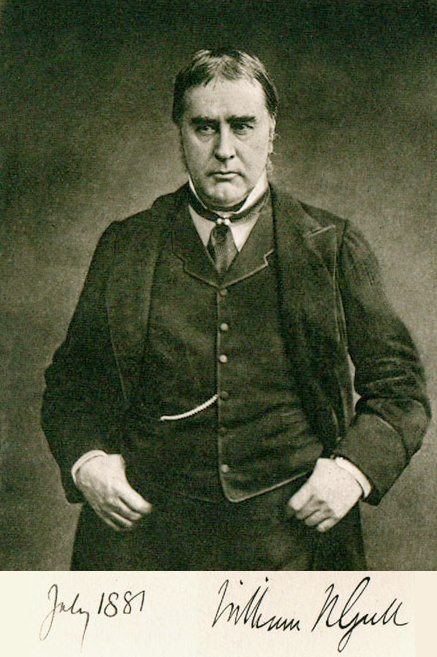
Dr. William Withey Gull

Els investigadors creuen que tenia bona conducta, a més d'una capacitat innata per a barrejar-se entre la multitud, i han arribat a la conclusió que segurament va ser interrogat per la policia, que el va descartar en no poder entreveure la seva faceta sàdica.
A més de tenir coneixements d'anatomia, com s'ha assenyalat abans, l'assassí tenia una bona posició econòmica, ja que en un dels escenaris del crim es van trobar grans de raïm, que en aquella època eren un bé car i luxós. Aquestes dues pistes són les que principalment han empés les teories conspiratives que relacionaven els crims amb el metge de la reina, William Withey Gull, reputats pintors de l'època, com Walter Sickert, o fins i tot membres de la família reial, com el príncep Albert Víctor. Segons aquest tipus de teories, la investigació hauria estat tapada, frenada o manipulada. Sovint es relacionen aquests crims amb la francmaçoneria, societat a la qual pertanyien molts personatges d'aquest particular «trencaclosques».
D'entre els més recurrents presumptes autors dels assassinats, que no més probables, se sol considerar els següents:
- Aaron Kominski (1865-1919) Polonès i jueu. S'ha constatat que durant la seva vida va patir trasbalsos mentals i que ingressà més d'un cop en centres psiquiàtrics. Podria tenir alguna tendència homicida. Vivia a prop de la zona dels assassinats. Va ser apuntat per la policia en l'època dels assassinats. Darrerament ha tornat a estar al punt de mira dels ripperologists en trobar unes anotacions en un quadern de policia de l'època on l'autor assegurava que era ell. Kominski no va ser mai jutjat per mostrar símptomes de bogeria. S'especula que un altre jueu podria haver estat testimoni seu però que no va voler acusar-lo. De totes maneres es tenen comptabilitzats 13 possibles testimonis que haurien vist Jack o el seu cotxer de nit a Whitechapel; òbviament, cap testimoni va ser decisiu ni s'ha pogut demostrar que veiessin l'autèntic assassí.
- Montague John Druitt (1857 - desembre de 1888) Professor i bon esportista, podria haver estat víctima de prejudicis per la seva conducta antisocial i la seva possible homosexualitat. Va ser acusat de ser l'Esbudellador durant l'època dels assassinats, tot i que avui dia se'n tenen més dubtes. Se'l va trobar flotant mort al riu Tàmesi amb pedres a les butxaques després del cinquè assassinat. Les teories actuals dubten de si es va suïcidar o si realment va ser assassinat per buscar un cap de turc. L'inspector Abberline va dubtar que fos realment un possible Jack.
- William Withey Gull (1816 - 1890) Metge de la reina Victoria. Va ser assenyalat com a possible Jack the Ripper anys després per diversos investigadors, a través de la teoria de la conspiració reial.
- Walter Sickert(1860-1942) Un altre sospitós segons les teories de la conspiració reial i, per tant, acusat anys després pels ripperologists. Pintor i artista nascut a Alemanya amb ascendència danesa, se'l considera sospitós per la seva relació amb les classes benestants i, segons els investigadors, es pot entreveure un cert grau de misogínia en les seues pintures. També es creu que hi ha indicis per identificar-lo com a autor de la carta encapçalada amb la frase From Hell. Altres estudiosos consideren que no pot ser Jack, ja que en aquelles dates vivia a França.
- Príncep Albert Víctor (1864 - 1892) Principal sospitós que va provocar aquests fets, segons els defensors de la teoria de la conspiració reial. Per tant, també considerat com a possible autor dels assassinats, opció descartada per alguns investigadors que creuen que en aquelles dates el príncep residia a Escòcia.

## Més sospitosos
En l'època contemporània als assassinats, la policia de Londres va assenyalar altres possibles sospitosos com George Chapman, assassí de tres dones poc temps abans però amb un modus operandi diferent, car les enverinà. John Pizer, també jueu polonès i resident a Whitechapel, era un blanc fàcil, ja que era sospitós d'haver assaltat alguna prostituta poc abans dels cinc assassinats. Durant el seu interrogatori va comptar amb la coartada d'haver estat parlant amb un policia durant un assassinat. Es considera que se'l va arrestar més aviat per qüestions d'imatge de la policia i no pas com un sospitós fonamentat. El Dr. Francis Tumblety, a més de metge era homosexual i la rumorologia l'acusava d'haver actuat de forma negligent amb els seus pacients. No existien proves per acusar-lo.
En definitiva, d'entre els noms més coincidents i els més polèmics, molts es relacionen per ser dintre d'una trama que possiblement mai es resoldrà. Si enumeréssim tots els personatges que almenys alguna vegada han estat assenyalats com a possibles sospitosos, tindríem una llista de 175 noms.

## Mitjans de comunicació

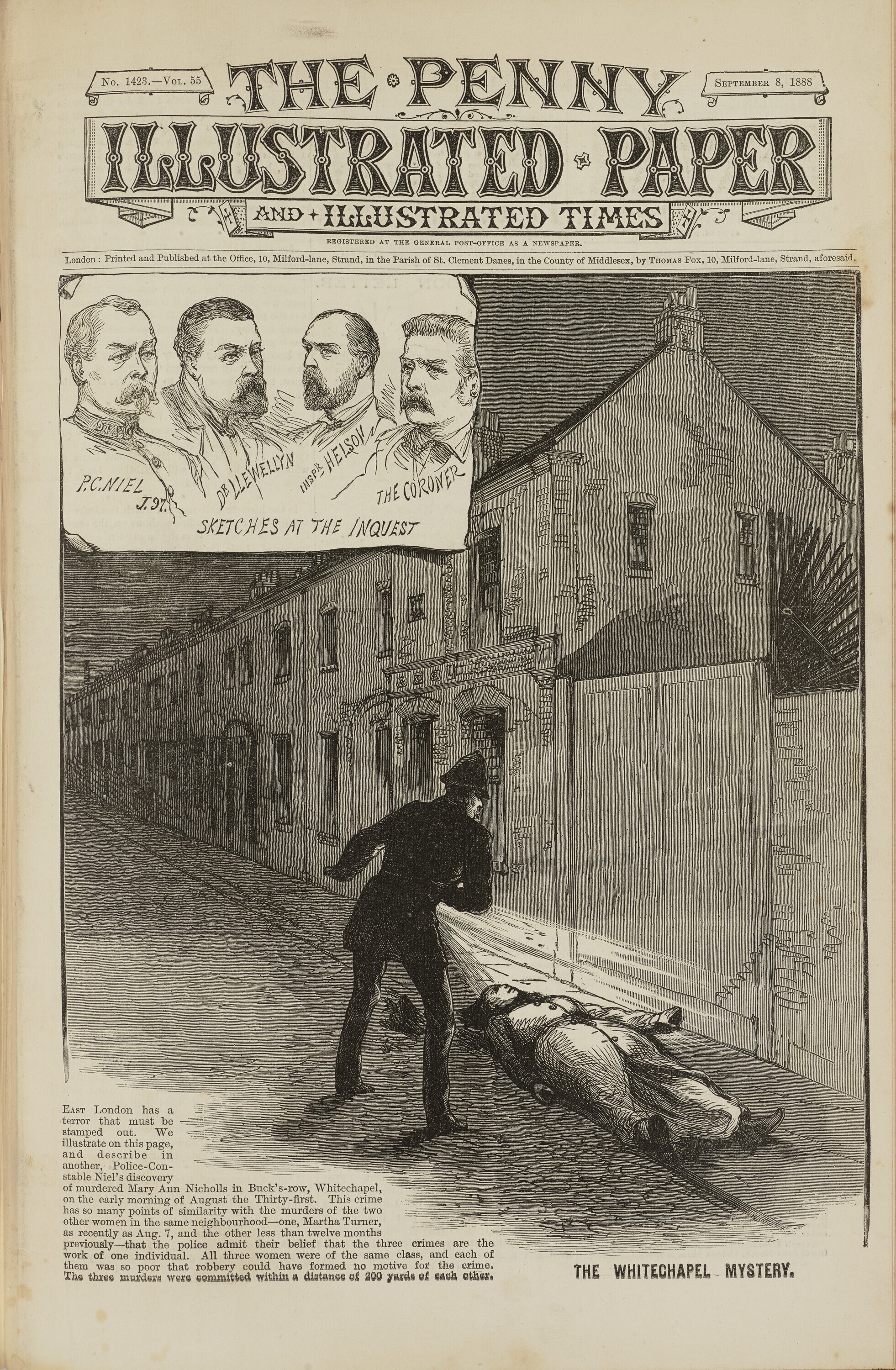
Edició del 8 de setembre de 1888 del Penny Illustrated Paper que representa el descobriment del cos de la primera víctima canònica del Ripper, Mary Ann Nichols

Els assassinats dels Ripper marquen un punt important en el tractament del crim per part dels periodistes. Jack the Ripper no va ser l'primer assassí en sèrie, però el seu cas va ser el primer que va crear un frenesí mediàtic a escala mundial. La Llei d'educació elemental de 1880 (que s'havia ampliat en una llei anterior) va fer que l'assistència a l'escola fos obligatòria independentment de la classe social. Com a tal, el 1888, més gent de la classe treballadora a Anglaterra i Gal·les eren alfabetitzades.
Les reformes fiscals de la dècada de 1850 havien permès la publicació de diaris econòmics amb una difusió més àmplia. Aquests van proliferar a l'època victoriana posterior per incloure diaris de tirada massiva que costaven tan sols mig cèntim, juntament amb revistes populars com The Illustrated Police News, que van fer de l'Esbudellador el beneficiari d'una publicitat sense precedents. En conseqüència, en el punt àlgid de la investigació, cada dia es venien més d'un milió de còpies de diaris amb una àmplia cobertura dedicada als assassinats de Whitechapel. Tanmateix, molts dels articles eren sensacionalistes i especulatius, i la informació falsa s'imprimia regularment com a fet. A més, diversos articles que especulen sobre la identitat de l'Esbudellador van al·ludir a rumors xenòfobs locals en el sentit que l'autor era jueu o estranger.
A principis de setembre, sis dies després de l'assassinat de Mary Ann Nichols, The Manchester Guardian va informar: "Qualsevol informació que pugui estar en poder de la policia, consideren necessària per mantenir el secret. ... Es creu que la seva atenció està especialment dirigida ... un personatge notori conegut com 'Leather Apron'." Els periodistes es van veure frustrats per la manca de voluntat del CID de revelar els detalls de la seva investigació al públic i, per tant, van recórrer a escriure informes de qüestionable veracitat. Descripcions imaginatives de "Leather Apron" van aparèixer a la premsa, però els periodistes rivals les van descartar com "una conseqüència mítica de la fantasia del periodista". John Pizer, un jueu local que fabricava calçat de cuir, era conegut amb el nom de "Leather Apron" i va ser detingut, tot i que l'inspector investigador va informar que "en l'actualitat no hi ha cap prova contra ell". Aviat va ser alliberat després de la confirmació de les seves coartades.
Després de la publicació de la carta "Dear Boss", "Jack the Ripper" va substituir "Leather Apron" com a nom adoptat per la premsa i el públic per descriure l'assassí. El nom "Jack" ja s'utilitzava per descriure un altre llegendari atacant londinenc: "Jack de talons de primavera", que suposadament va saltar per sobre de les parets per colpejar les seves víctimes i escapar tan ràpidament com va arribar. La invenció i l'adopció d'un sobrenom per a un assassí en particular es va convertir en una pràctica mediàtica estàndard amb exemples com l'Axeman de Nova Orleans, el Boston Strangler i el Beltway Sniper. Alguns exemples derivats de Jack l'Esbudellador inclouen l’Esbudellador francès, l'Esbudellador de Düsseldorf, l'Esbudellador de Camden, l'Esbudellador de Blackout, Jack l'Esbudellador, l'Esbudellador de Yorkshire i l'Esbudellador de Rostov. Els informes de premsa sensacionals combinats amb el fet que ningú no va ser condemnat mai pels assassinats han confós l'anàlisi acadèmica i han creat una llegenda que fa ombra sobre els assassins en sèrie posteriors.

## Llegat

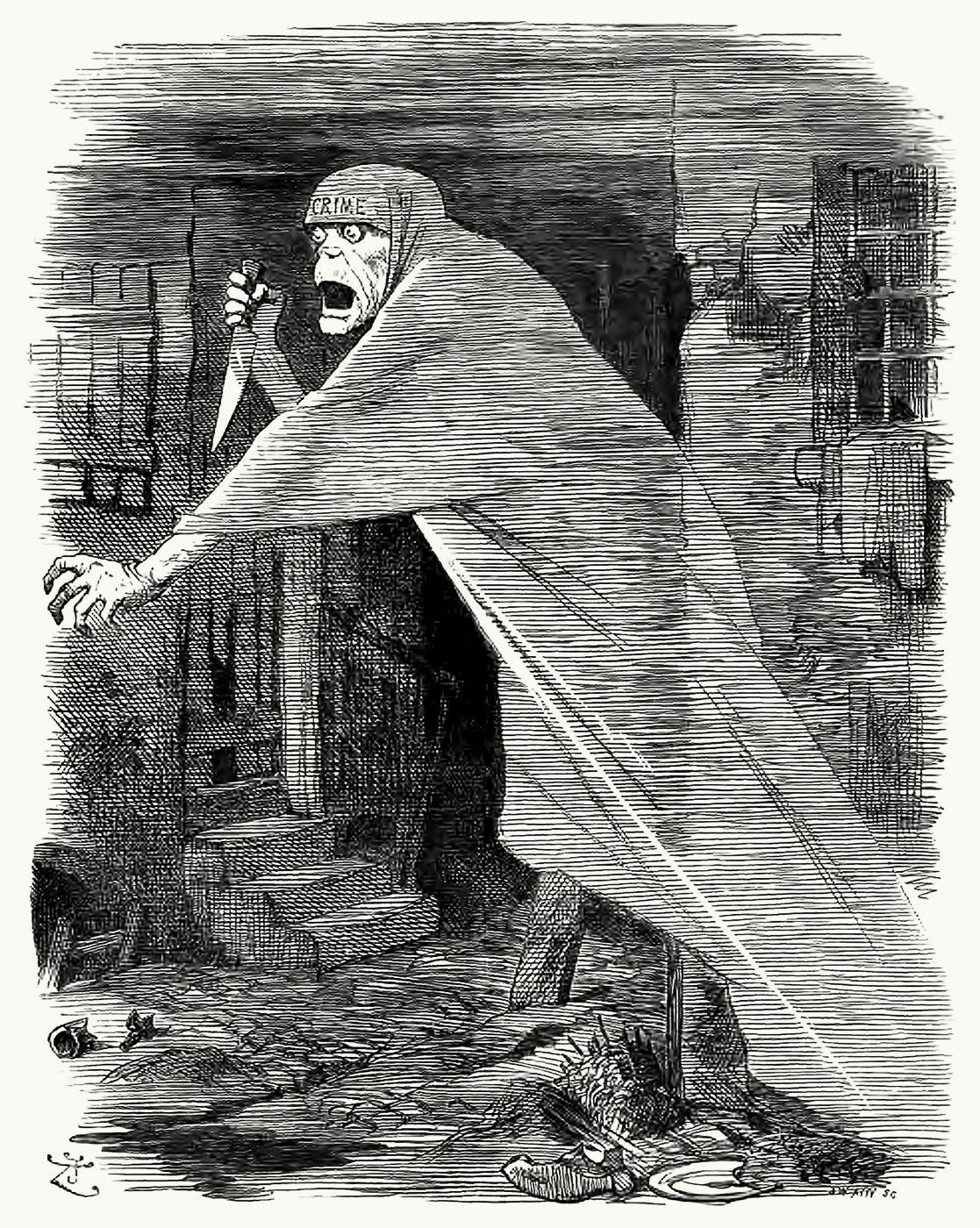
La "Nèmesi de la negligència": Jack l'Esbudellador representat com un fantasma que seguia Whitechapel i com una encarnació de la negligència social, en una caricatura de Punch de 1888.

La naturalesa dels assassinats de l'Esbudellador i l'estil de vida empobrit de les víctimes va cridar l'atenció sobre les males condicions de vida a l'East End i va galvanitzar l'opinió pública contra els barris marginals insalubres i superpoblats. En les dues dècades posteriors als assassinats, el pitjor dels barris marginals va ser netejat i enderrocat, però els carrers i alguns edificis sobreviuen, i la llegenda de l'Esbudellador encara es promou amb diverses visites guiades als llocs de l'assassinat i altres llocs relacionats. al cas. Durant molts anys, el pub Ten Bells a Commercial Street (que havia estat freqüentat per almenys una de les víctimes canòniques de Ripper) va ser el focus d'aquestes visites.
Immediatament després dels assassinats i més tard, "Jack the Ripper es va convertir en l'home bogey dels nens". Les representacions sovint eren fantasmàtiques o monstruoses. A les dècades de 1920 i 1930, es va representar a les pel·lícules vestit amb roba de cada dia com un home amb un secret amagat, depredant les seves víctimes desprevenides; L'atmosfera i el mal es van suggerir mitjançant efectes d'il·luminació i jocs d'ombres. A la dècada de 1960, l'Esbudellador s'havia convertit en "el símbol d'una aristocràcia depredadora", i més sovint era retratat amb un barret de copa vestit de cavaller. El sistema en conjunt es va convertir en el dolent, amb l'Esbudellador actuant com una manifestació de l'explotació de la classe alta. La imatge de l'Esbudellador es va fusionar amb símbols d'històries de terror, com ara la capa de Dràcula o la collita d'orgues de Víctor Frankenstein. El món fictici de l'Esbudellador pot fusionar-se amb múltiples gèneres, que van des de Sherlock Holmes fins al terror eròtic japonès.
Jack l'Esbudellador apareix en centenars d'obres de ficció i obres que es troben a cavall entre la realitat i la ficció, incloses les cartes de l'Esbudellador i un diari enganyós: The Diary of Jack the Ripper. The Ripper apareix a novel·les, contes, poemes, còmics, jocs, cançons, obres de teatre, òperes, programes de televisió i pel·lícules. Més de 100 obres de no ficció tracten exclusivament dels assassinats de Jack l'Esbudellador, fet que converteix aquest cas en un dels més escrits del gènere del crim real. El terme "ripperologia" va ser encunyat per Colin Wilson a la dècada de 1970 per descriure l'estudi del cas per part de professionals i aficionats. Les publicacions periòdiques Ripperana, Ripperologist i Ripper Notes publiquen la seva recerca.
El 2006, una enquesta de la revista BBC History va seleccionar Jack the Ripper com el pitjor britànic de la història.
El 2015 es va obrir el Museu Jack l'Esbudellador a l'est de Londres. Va atreure les crítiques tant de l'alcalde de Tower Hamlets, John Biggs com dels manifestants. Protestes similars es van produir el 2021 quan es va obrir la segona de les dues botigues de peix i patates fregides "Jack The Chipper" a Greenwich, amb alguns clients que van amenaçar amb boicotejar el local.
No hi ha cap figura de cera de Jack l'Esbudellador a la Cambra dels Horrors de Madame Tussauds, a diferència de nombrosos assassins de menor fama, d'acord amb la seva política de no modelar persones la semblança de les quals és desconeguda. En canvi, es representa com una ombra.